# Cato Andersen
Cato Andersen (Stavanger, 25 giugno 1962) è un ex calciatore norvegese, di ruolo centrocampista.

## Biografia
È il figlio di Sverre Andersen.

## Carriera

### Club
Andersen giocò nel Viking dal 1979 al 1989. Con questa maglia, vinse due campionati (1979 e 1982) e due edizioni della Norgesmesterskapet (1979 e 1989).

## Palmarès

### Club

#### Competizioni nazionali
- Campionato norvegese: 2

Viking: 1979, 1982
- Coppa di Norvegia: 2

Viking: 1979, 1989